# Mycetophila morio
Espèce
Synonymes
- †Mycetophila dubia Giebel, 1856

Mycetophila morio est une espèce fossile d'insectes diptères de la famille des Mycetophilidae (littéralement « amis des champignons »).

## Classification
L'espèce Mycetophila morio est décrite en 1856 par la naturaliste suisse Oswald Heer (1809-1883),.
L'espèce Mycetophila dubia est décrite la même année par le paléontologue prussien Christian Gottfried Giebel (1820-1881),.

### Renommages
L'espèce Mycetophila morio est renommée en 1907 par l'entomologiste autrichien Anton Handlirsch (1865-1935) et confirmée en 1994 par l'entomologiste américain Evenhuis (1952-),.

### Citations
L'espèce Mycetophila morio est citée en 1909 par l'entomologiste américain Oskar Augustus Johannsen (en) (1870-1961), en 1937 par le paléontologue français Nicolas Théobald (1903-1981),.

### Fossiles
Selon Paleobiology Database en 2023, le nombre de fossiles référencés est de trois :
- de l'Oligocène de France, d'Aix-en-Provence, dans les Bouches-du-Rhône, de la collection Coquand et du MNHNP, décrit en 1915 par le paléontologue et entomologiste belge Fernand Meunier[7], et de la Murchison collection, décrit en 1829 par l'entomologiste britannique John Curtis (1791-1862)[8],[2].

Ceci atteste la présence de l'espèce Mycetophila morio au Chattien de l'Oligocène supérieur, soit de 28,1 à 23,03 Ma avant notre ère.

### Étymologie
L'épithète spécifique morio signifie en latin « morte », et dubia signifie « douteuse ».

## Description
Diagnose de Nicolas Théobald en 1937, : 

« Ressemble à M. cf. pallipes, mais est de taille inférieure, le corps n'ayant que 4 mm de longueur (4,7 mm dans M. cf. pallipes). La nervation des ailes est semblable. Les antennes sont identiques ; les ailes dépassent le corps. Les pattes sont de même armées de poils et de cils. L'abdomen n'a que six segments. Il s'agit peut-être du ♂ de M. cf pallipes.
Échantillon 13, École des Mines, Paris.
D'autres Mycetophilidae non déterminés existent dans les collections du Muséum de Paris, en particulier Am30-36. ».

### Dimensions
La longueur du corps de l'insecte est de 4 mm.

## Biologie
« Le genre Mycetophila est un genre cosmopolite, vivant dans les bois, ses larves se nourissent de champignons. ».

## Galerie
- Quelques espèces sœurs vivantes du genre Mycetophila.
- Mycetophila abiecta.
- Mycetophila curviseta.
- Mycetophila fungorum.
- Mycetophila ichneumonea.
- Mycetophila ocellus.
- Mycetophila unipunctata.

### Publications originales
- [1856] (de) Christian Gottfried Giebel, Fauna der Vorwelt mit steter Berücksichtigung der lebenden Thiere : Insekten und Spinnen, vol. 2, 1856, 1-511 p. (lire en ligne).
- [1856] (de) Oswald Heer, « Ueber die fossilen Insekten von Aix in der Provence », Vierteljahrsschrift der Naturforschenden Gesellschaft in Zürich, vol. 1,‎ 1856, p. 1-40 (ISSN 0042-5672). .